# Manfred Curbach

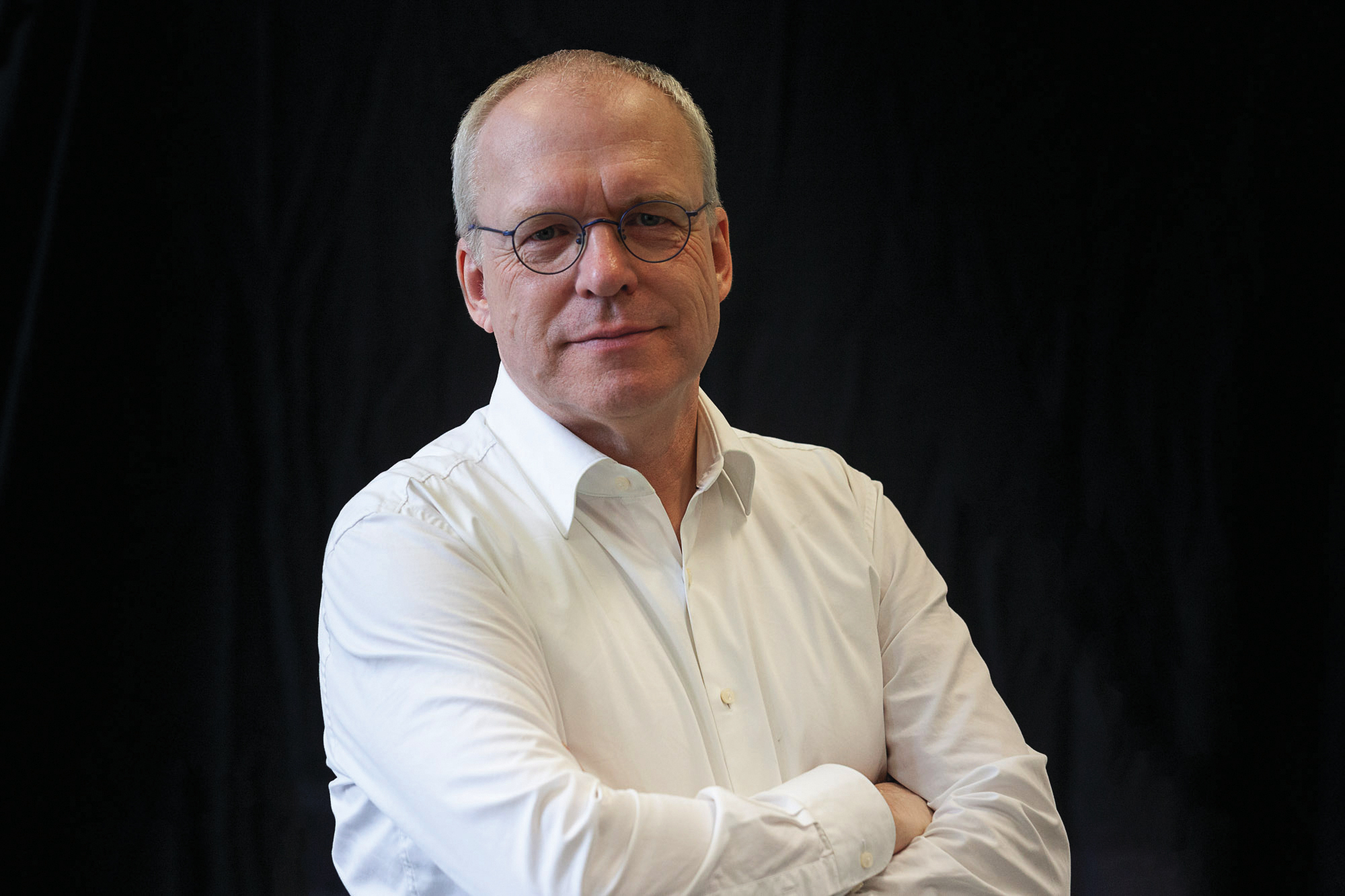
Manfred Curbach, Professor für Massivbau an der Fakultät für Bauingenieurwesen, Technische Universität Dresden

Manfred Curbach (* 28. September 1956 in Dortmund) ist ein deutscher Bauingenieur und Hochschullehrer. Er ist einer der führenden Köpfe bei der Entwicklung des Textilbetons bzw. Carbonbetons.

## Leben
Manfred Curbach bestand im Juni 1976 sein Abitur am Albert-Einstein-Gymnasium in Dortmund. Er studierte von 1977 bis 1982 an der Technischen Universität Dortmund Bauingenieurwesen, Fachrichtung Konstruktiver Ingenieurbau. 1980 wurde er in die Studienstiftung des Deutschen Volkes aufgenommen. Nach seinem Diplom forschte er als Stipendiat der Studienstiftung an der Universität Princeton in den USA bei David P. Billington über „Brückenbau in den USA“ und „Robert Maillart“.
Von 1982 bis 1988 war Manfred Curbach Wissenschaftlicher Mitarbeiter von Josef Eibl zunächst an der Uni Dortmund, später an der Universität Karlsruhe, wo er auch 1987 promoviert wurde. 1988 wechselte er als Projektleiter zum Ingenieurbüro Köhler + Seitz, in dem er von 1994 bis 2004 Partner war.
Von August 1994 bis zum Erreichen der Altersgrenze, Ende September 2024, hielt Manfred Curbach die Professur für Massivbau der TU Dresden inne. Curbach wird als Seniorprofessor weiter für die TU Dresden aktiv sein. Seit 1997 ist er Prüfingenieur für Baustatik, Fachrichtung Massivbau, und seit 2005 Partner im neu gegründeten Ingenieurbüro Curbach Bösche Ingenieurpartner, Dresden. Im Dezember 2014 erfolgte die Gründung des Unternehmens CarboCon GmbH, das sich auf Entwurf, Konstruktion, Berechnung und Bauen mit kohlefaserbewehrtem Beton spezialisiert hat. Curbach ist einer der drei Gründungsgesellschafter.

## Forschung

### Textil-/Carbonbeton
Manfred Curbach arbeitet in der Grundlagenforschung und in der anwendungsorientierten Forschung an der Entwicklung des Textilbetons und des Carbonbetons bis hin zur Überführung in die Praxis. Von 1999 bis 2011 war Curbach Sprecher des Sonderforschungsbereiches 528 „Textile Bewehrungen zur bautechnischen Verstärkung und Instandsetzung“. Im Rahmen dieses Forschungsprogramms wurde das neue Verbundmaterial Textilbeton aus hochfestem Feinbeton und Hochleistungsfasern (aus verschiedenen Materialien wie alkaliresistentem Glas, später vor allem Kohlenstofffasern) entwickelt und erforscht sowie in ersten Pilotprojekten in Zusammenarbeit mit Firmen v. a. aus der Bauwirtschaft in die Praxis überführt.
Manfred Curbach war von Juli 2020 bis Juni 2024 Sprecher des Sonderforschungsbereichs/Transregio (SFB/TRR) 280 „Konstruktionsstrategien für materialminimierte Carbonbetonstrukturen – Grundlagen für eine neue Art zu bauen“, gefördert durch die Deutsche Forschungsgemeinschaft DFG. Beteiligt sind die Technische Universität Dresden, die RWTH Aachen und das IPF Dresden. Während in vorangegangenen Forschungsprojekten die Grundlagen und die Anwendbarkeit des neuen Materials Carbonbeton untersucht wurden, werden in diesem SFB/TRR in insgesamt 17 Teilprojekten neue Konstruktionsstrategien für Carbonbeton erforscht. Ziel ist es, dass das neue Materialkomposit Carbonbeton den bisher gebräuchlichen Stahlbeton nicht nur ersetzt, sondern dass neue Wege des Konstruierens gefunden werden, die speziell auf die Eigenschaften von Carbonbeton zugeschnitten sind, um das volle Leistungspotenzial dieses neuartigen Baustoffs wirklich ausschöpfen zu können.
Curbach ist Konsortialführer in einem der zehn Projekte, die beim Projekt Zwanzig20 des BMBF mit bis zu 45 Mio. Euro gefördert werden. Das Konsortium C³ – Carbon Concrete Composite hat die Einführung einer völlig neuen Bauweise mit kohlefaserbewehrtem Beton (Carbonbeton) zum Ziel.
Weitere Forschungsschwerpunkte sind das Materialverhalten von Betonen bei mehraxialen Belastungen oder bei hohen Belastungsgeschwindigkeiten.

### Impakt
Curbach arbeitet in der Grundlagenforschung zum Thema der Hochgeschwindigkeitsdynamik/Impakt für Beton und Betonstrukturen und hat hierzu ein weltweit anerkanntes Zentrum zu diesem Thema aufgebaut.

### Mehraxialität
Curbach erarbeitete maßgebende Ergebnisse zur mehraxialen Beanspruchung von Beton, insbesondere von ultrahochfestem Beton und baute eine Forschergruppe in dieser sowohl in experimenteller als auch in theoretischer Hinsicht sehr anspruchsvollen Thematik auf.

### Brücken
Durch die Organisation des jährlich stattfindenden Dresdner Brückenbausymposiums gelang Curbach die Bildung eines nationalen und mittlerweile internationalen Zentrums und Treffpunkts der Brückenbau-Ingenieure. Durch dieses Symposium, aber auch durch den Entwurf, die Berechnung und die Konstruktion von großen Brücken, ist ein nachhaltiger Einfluss auf den Brückenbau entstanden.

### Geschichte des Betonbaus
Durch Forschungen zur nationalen und internationalen Geschichte des Betonbaus erfolgt zurzeit weltweit eine zunehmende Sensibilisierung der Bauingenieurcommunity für die eigene Geschichte.

## Mitgliedschaften
Seit 1999 ist Manfred Curbach Mitglied des wissenschaftlichen Beirats der Zeitschrift Beton- und Stahlbetonbau, seit 2010 Leiter der Deutschen Delegation des Internationalen Beton-Verbandes fib und seit Februar 2012 Fachkollegiat der Deutschen Forschungsgemeinschaft (DFG). Er ist Mitglied des Vorstands und des Forschungsbeirates des Deutschen Ausschusses für Stahlbeton (DAfStb), wo er von 2004 bis 2012 Vorsitzender des engeren Vorstands war. Von 2002 bis 2008 war er Mitglied des Senats der Deutschen Forschungsgemeinschaft (DFG) und von 2003 bis 2008 Vorstandsvorsitzender der VDI-Gesellschaft Bautechnik. Curbach arbeitet seit 2011 im wissenschaftlichen Beirat der Bundesanstalt für Wasserbau BAW mit und ist seit 2015 Vorsitzender dieses Beirats. Curbach ist Mitglied im Editorial Board der Zeitschrift „Civil Engineering Design“.
Darüber hinaus leitet Curbach die deutsche Delegation des internationalen Verbandes fib (Fédération internationale du Béton) und leitet dort die Arbeitsgruppen für textilbewehrten Beton und die Geschichte des Betonbaus.

## Auszeichnungen

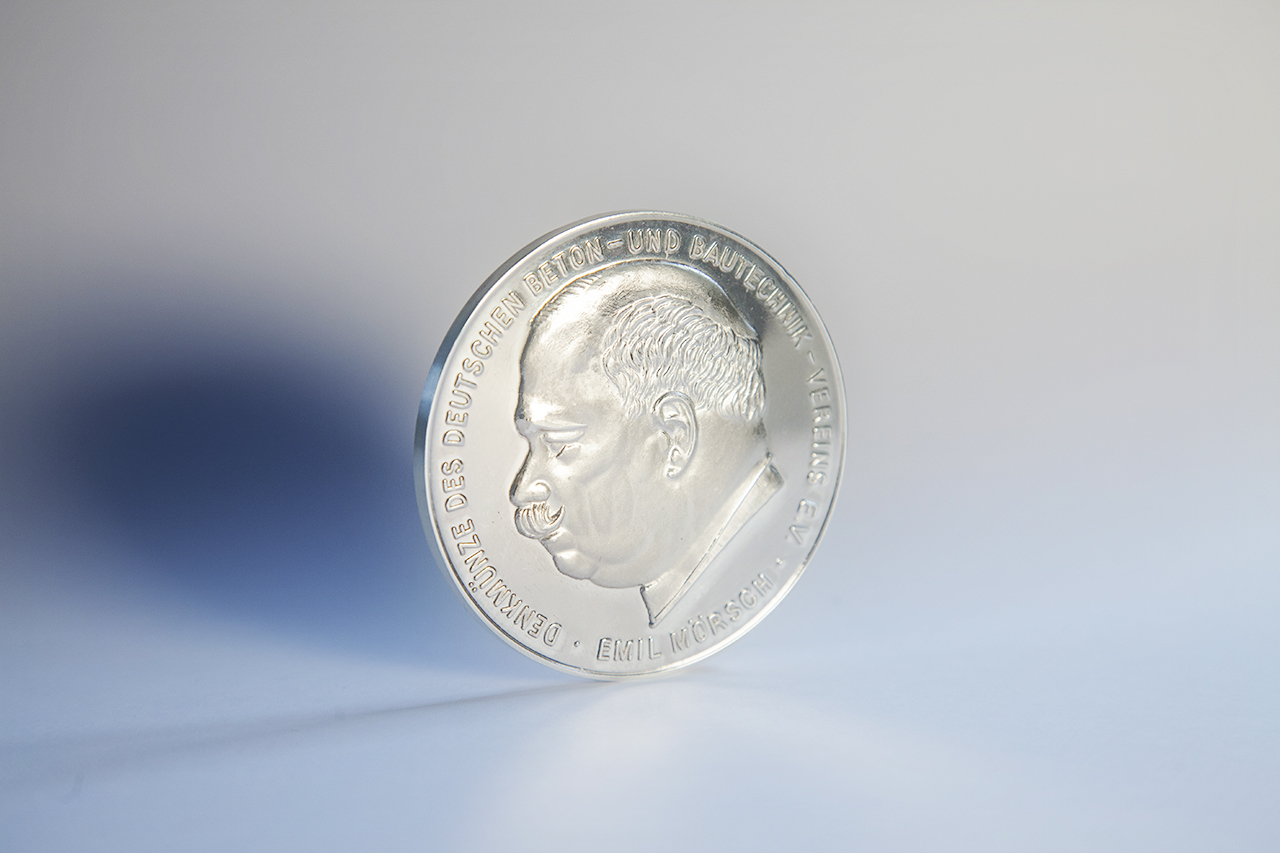
Emil-Mörsch-Denkmünze

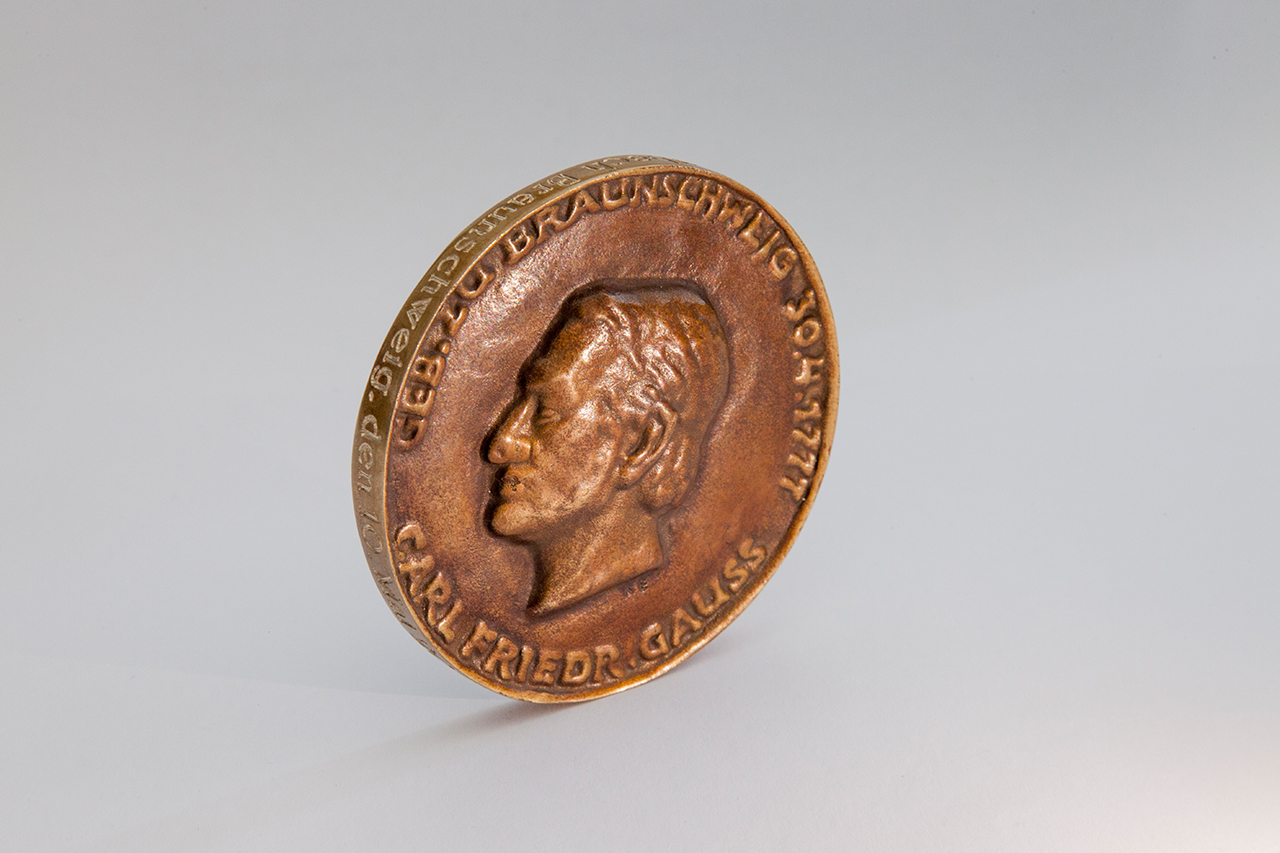
Carl-Friedrich-Gauß-Medaille der Braunschweigischen Wissenschaftlichen Gesellschaft

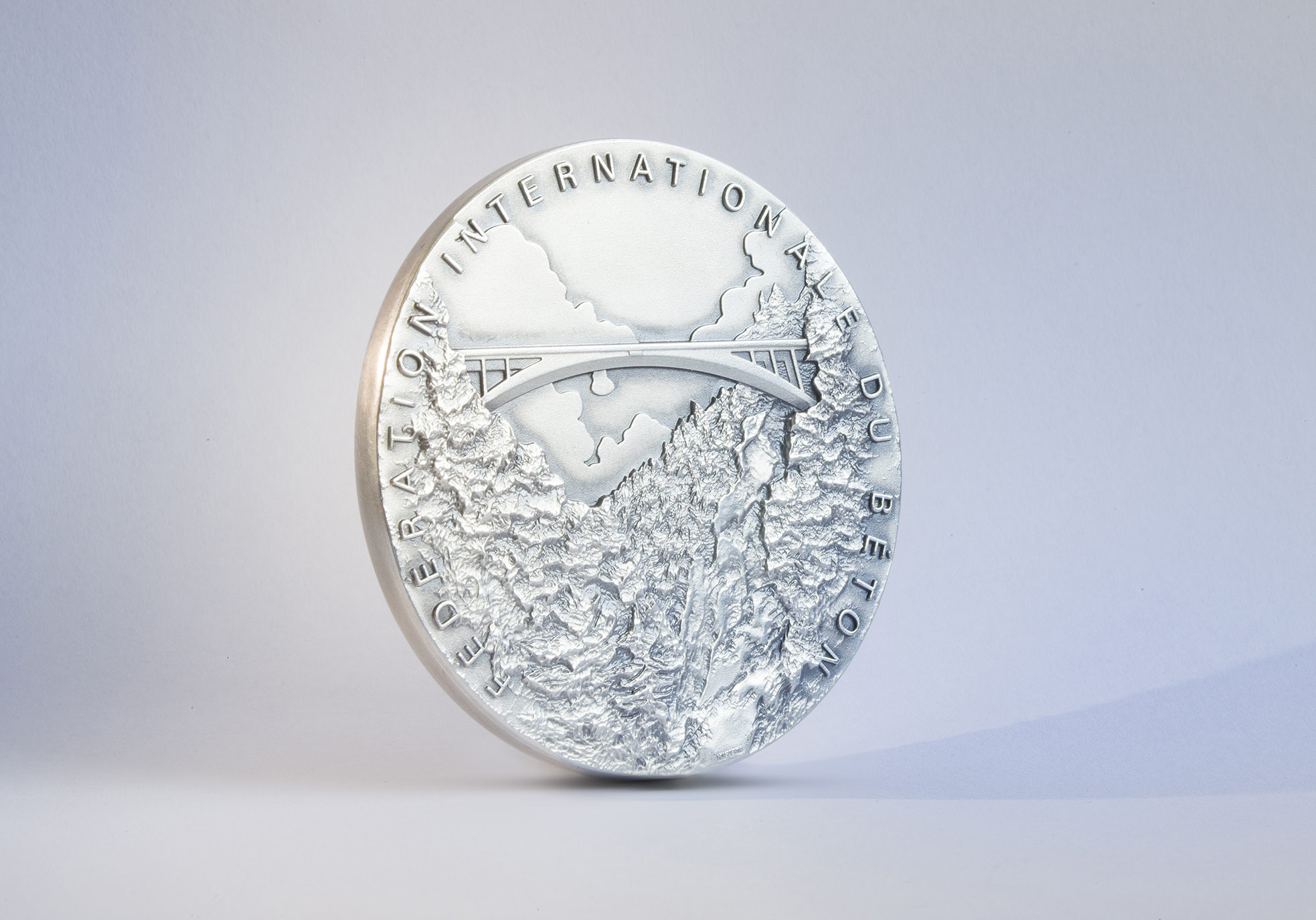
Foto zeigt eine Aufnahme der "fib Medal of Merit" der Fédération internationale du béton

Am 15. November 2011 erhielt Manfred Curbach die Ehrendoktorwürde der TU Kaiserslautern für seine herausragenden wissenschaftlichen Erfolge im konstruktiven Ingenieurbau, seine Verdienste bei der konsequenten Umsetzung von Forschungsergebnissen in die Baupraxis und seine vorbildliche Persönlichkeit.
Seit Juni 2013 ist Curbach Mitglied in der Nationalen Akademie der Wissenschaften Leopoldina. Im Jahr 2017 wurde ihm die Ehre zuteil, die renommierte Weihnachtsvorlesung der Leopoldina halten zu dürfen. Im September 2014 verlieh die VDI-Gesellschaft Bauen und Gebäudetechnik auf ihrer Jahrestagung Manfred Curbach für „hervorragende Leistungen auf dem Gebiet der Bautechnik“ die Wolfgang-Zerna-Ehrenmedaille.
Im Februar 2016 wird Manfred Curbach mit der George Sarton Medaille der History of Science Society, Universität Gent, ausgezeichnet.
2016 wurde Curbach in die Sächsische Akademie der Wissenschaften gewählt.
2016 erhielt Manfred Curbach zusammen mit Chokri Cherif und Peter Offermann den Deutschen Zukunftspreis, welcher durch den deutschen Bundespräsidenten ausgelobt wird.
Im Rahmen des Sächsischen Ingenieurkammertages wurde ihm für seine anerkannte wissenschaftliche Arbeit sowie sein Engagement für das international anerkannte Dresdner Brückenbausymposium im November 2018 die Wackerbarth-Medaille verliehen.
Auf dem Deutschen Bautechnik-Tag 2019 in Stuttgart erhielt Manfred Curbach die Emil-Mörsch-Denkmünze, gestiftet vom Deutschen Beton- und Bautechnik-Verein e. V.
Am 10. Mai 2019 wurde ihm die Carl-Friedrich-Gauß-Medaille verliehen, gestiftet von der Braunschweigischen Wissenschaftlichen Gesellschaft (BWG).
Seit Dezember 2019 ist Manfred Curbach korrespondierendes Mitglied in der Klasse für Ingenieurwissenschaften der Braunschweigischen Wissenschaftlichen Gesellschaft.
Ebenfalls im Dezember 2019 wurde Manfred Curbach ordentliches Mitglied in der acatech – Deutsche Akademie der Technikwissenschaften.
Am 4. Oktober 2021 ehrte die TU Dresden Mitglieder, die sich durch außergewöhnliche Verdienste und durch besondere Einzelleistungen um das Wohl der Universität verdient gemacht haben. Curbach erhielt eine Goldene Ehrennadel unter anderem für seine Pionierarbeit auf dem Gebiet des Textil- und Carbonbetons und für eine erfolgreiche Amtsperiode des Prorektorats Universitätsentwicklung der TUD.
Im Februar 2022 wurde Curbach als eines von zehn Mitgliedern der Fédération internationale du béton (fib) zum „fib-Fellow 2022“ gewählt. Den Titel können Mitglieder erlangen, die seit mindestens zehn Jahren der fib angehören, deren Werte vertreten und sich aktiv um den Betonbau – in Lehre, Forschung, Entwurf und Konstruktion – verdient gemacht haben.
Im Mai 2023 wurde Curbach von der Fédération internationale du béton (fib) in Anerkennung seiner herausragenden Beiträge mit der fib-Verdienstmedaille („fib Medal of Merit“) ausgezeichnet.
Im April 2024 wurde Curbach mit einem Team des Instituts für Massivbau der TU Dresden, in Kooperation mit dem Institut für Textilmaschinen und Textile Hochleistungswerkstofftechnik (ITM) der TU Dresden, mit dem Techtextil Innovation Award 2024 in der Kategorie „New Concept“ ausgezeichnet.

## Werke
- Donaubrücke Fischerdorf (1988)
- Spessartbrücke, Straßenbrücke über den Main bei Wertheim (1989–1990)
- Mainbrücke Retzbach-Zellingen (1990–1991)
- Neckarbrücken im Zuge des Neubaus der B 312 zwischen B 10 und B 14/B 29 in Stuttgart (1992–1993)
- Mainbrücke Oberndorf im Zuge der Autobahn A 70 (1993)
- Saalebrücke Rudolphstein
- Textilbetonbrücken in Oschatz (2005) und Kempten (2007)

## Veröffentlichungen

### Ausgewählte Veröffentlichungen
- Sebastian May, Harald Michler, Frank Schladitz, Manfred Curbach: Lightweight ceiling system made of carbon reinforced concrete. In: Structural Concrete. 10. April 2018, ISSN 1464-4177, doi:10.1002/suco.201700224 (wiley.com [abgerufen am 22. November 2018]).
- Michael Frenzel, Manfred Curbach: Shear strength of concrete interfaces with infra-lightweight and foam concrete. In: Structural Concrete. Band 19, Nr. 1, 26. Oktober 2017, ISSN 1464-4177, S. 269–283, doi:10.1002/suco.201700015 (wiley.com [abgerufen am 22. November 2018]).
- Josef Hegger, Manfred Curbach, Alexander Stark, Sebastian Wilhelm, Kristina Farwig: Innovative design concepts: Application of textile reinforced concrete to shell structures. In: Structural Concrete. Band 19, Nr. 3, 23. November 2017, ISSN 1464-4177, S. 637–646, doi:10.1002/suco.201700157 (wiley.com [abgerufen am 22. November 2018]).
- Concrete under biaxial dynamic compressive loading. In: Procedia Engineering. Band 210, 1. Januar 2017, ISSN 1877-7058, S. 24–31, doi:10.1016/j.proeng.2017.11.044 (sciencedirect.com [abgerufen am 22. November 2018]).
- Angela Schmidt, Manfred Curbach: Design optimization to increase the (buckling) stability of concrete columns. In: Structural Concrete. Band 18, Nr. 5, 23. März 2017, ISSN 1464-4177, S. 680–692, doi:10.1002/suco.201600183 (wiley.com [abgerufen am 22. November 2018]).
- Sebastian Wilhelm, Manfred Curbach: Experimental and nonlinear numerical analysis of underwater housings for the deep sea, made of ultra-high performance concrete. In: Structural Concrete. Band 18, Nr. 1, Februar 2017, ISSN 1464-4177, S. 216–224, doi:10.1002/suco.201600018 (wiley.com [abgerufen am 22. November 2018]).
- Robert Zobel, Manfred Curbach: Numerical study of reinforced and prestressed concrete components under biaxial tensile stresses. In: Structural Concrete. Band 18, Nr. 2, 23. Februar 2017, ISSN 1464-4177, S. 356–365, doi:10.1002/suco.201600077 (wiley.com [abgerufen am 22. November 2018]).
- P. Máca, E. Panteki, M. Curbach: Bond stress-slip behaviour of concrete and steel under high-loading rates. In: International Journal of Computational Methods and Experimental Measurements. Band 4, Nr. 3, 20. Juli 2016, ISSN 2046-0546, S. 221–230, doi:10.2495/cmem-v4-n3-221-230 (witpress.com [abgerufen am 22. November 2018]).
- Robert Ritter, Manfred Curbach: Shape of Hypersurface of Concrete under Multiaxial Loading. In: ACI Materials Journal. Band 113, Nr. 1, Februar 2016, ISSN 0889-325X, doi:10.14359/51688182 (concrete.org [abgerufen am 22. November 2018]).
- Birgit Beckmann, Kai Schicktanz, Dirk Reischl, Manfred Curbach: DEM simulation of concrete fracture and crack evolution. In: Structural Concrete. Band 13, Nr. 4, Dezember 2012, ISSN 1464-4177, S. 213–220, doi:10.1002/suco.201100036 (wiley.com [abgerufen am 22. November 2018]).

### Veröffentlichungen für den Deutschen Ausschuss für Stahlbeton („Grüne Hefte“ des DAfStb)
- Manfred Curbach, Silke Scheerer, Kerstin Speck, Torsten Hampel: Experimentelle Analyse des Tragverhaltens von Hochleistungsbeton unter mehraxialer Beanspruchung. Heft 578, 2011.
- Manfred Curbach, Kerstin Speck: Konzentrierte Lasteinleitung in dünnwandige Bauteile aus textilbewehrtem Beton. Heft 571, 2008.
- Manfred Curbach, Kerstin Speck: Mehraxiale Festigkeit von duktilem Hochleistungsbeton. Heft 524, 2002.
- Manfred Curbach u. a.: Sachstandsbericht zum Einsatz von Textilien im Massivbau. Heft 488, 1998.
- Manfred Curbach, Thomas Bösche: Verwendung von Bitumen als Gleitschicht im Massivbau. Heft 485.